# Castelo Mendo, Ade, Monteperobolso e Mesquitela
Castelo Mendo, Ade, Monteperobolso e Mesquitela (llamada oficialmente União das Freguesias de Castelo Mendo, Ade, Monteperobolso e Mesquitela) es una freguesia portuguesa del municipio de Almeida, distrito de Guarda.

## Historia
La freguesia fue creada con el nombre de União das Freguesias de Castelo Mendo, Ade, Monte Perobolço e Mesquitela el 28 de enero de 2013 en aplicación de una resolución de la Asamblea de la República de Portugal, promulgada el 16 de enero de 2013, con la unión de las freguesias de Ade, Castelo Mendo, Mesquitela y Monte Perobolço, pasando a estar situada su sede en la antigua freguesia de Monte Perobolço. Esta denominación se mantuvo hasta el 28 de marzo de 2013 que pasó a llamarse con el actual nombre en aplicación de la Declaración de Rectificación n.º 19/2013 de 28 de marzo de 2013 que modificaba su denominación.

## Demografía
| Gráfica de evolución demográfica de Castelo Mendo, Ade, Monteperobolso e Mesquitela entre 2011 y 2021 |
| |
| Datos según el nomenclátor publicado por el INE portugués.                                            |